# Грассли, Чак
Чарльз Эрнест «Чак» Грассли  (англ. Charles Ernest Grassley; род. 17 сентября 1933) — американский политический и государственный деятель, сенатор США от штата Айова с 1981 года, член Республиканской партии. Председатель сенатского юридического комитета и комитета по борьбе с обращением наркотиков. С января по июнь 2001 года, в 2003—2007 и 2019—2021 годах был председателем сенатского финансового комитета. Временный президент Сената США с 3 января 2019 по 20 января 2021 и с 3 января 2025 года. Ранее был членом Палаты Представителей США.

## Биография
Родился в Айове 17 сентября 1933 года.
Вырос на ферме. В 1950-е занимался фермерством и был рабочим в Айове.

## Взгляды
Последовательный противник абортов, сторонник права на оружие. Присоединился к инициативе демократов по облегчению доступа к марихуане для её медицинского использования.